# Río San Isidro
Der Río San Isidro oder San Isidro ist ein Fluss im Departamento Iruya der Provinz Salta im Nordwesten Argentiniens. Er entspringt 2 km nordwestlich des Dorfes San Isidro und mündet 2 km nördlich des Dorfes Iruya in den gleichnamigen Fluss Iruya.